# Turnera tapajoensis
Turnera tapajoensis là một loài thực vật có hoa trong họ Lạc tiên. Loài này được Moura miêu tả khoa học đầu tiên năm 1975.